# Leo van Doeselaar
Leo van Doeselaar (Goes, 1954) is een Nederlands musicus.
Leo van Doeselaar bestrijkt als organist, pianist en fortepianist een enkele eeuwen omvattend repertoire.
Hij heeft als organist een grote concertpraktijk opgebouwd in binnen- en buitenland.
Ook is Leo van Doeselaar een veelgevraagd pianist; hij vormt al twintig jaar een pianoduo met Wyneke Jordans, speelt kamermuziek en treedt op als liedbegeleider.

## Opleiding
Leo van Doeselaar begon zijn orgel- en pianostudie bij Gerard Akkerhuis in Den Haag en studeerde vervolgens aan het Amsterdamse Sweelinck Conservatorium: orgel bij Albert de Klerk, en piano bij Jan Wijn. Hij sloot zijn opleiding af met een solistendiploma voor beide instrumenten en de Prix d'Excellence voor orgel.
Na zijn studie verdiepte hij zich middels meestercursussen in het buitenland verder in historische uitvoeringspraktijk en bij André Isoir in Parijs in het Franse orgelrepertoire. Ook nam hij lessen in fortepiano bij Malcolm Bilson en Jos Van Immerseel.

## Muzikale carrière
Als solist trad hij op met dirigenten als Ernest Bour, Mariss Jansons, Riccardo Chailly, Ingo Metzmacher, Hartmut Haenchen, Jean Fournet, Frans Brüggen en David Zinman en als continuospeler werkte hij samen met onder anderen Jos van Veldhoven, Philippe Herreweghe, Ton Koopman, Jos Van Immerseel, Gustav Leonhardt, Paul McCreesh en Andrew Parrott.
Hij verzorgde wereldpremières van werken voor orgel, en voor orgel en orkest van Tristan Keuris, Sofia Goebaidoelina, Peter-Jan Wagemans en Wolfgang Rihm.
Met het Koninklijk Concertgebouworkest onder leiding van Riccardo Chailly speelde hij in 1993 het Orgelconcert van Tristan Keuris ter inwijding van het gerestaureerde orgel in het Koninklijk Concertgebouw in Amsterdam en in 2003 in Luzern de wereldpremière van Wolfgang Rihms Orgelconcert ‘Unbekannt IV’.
Als titulair organist van het Koninklijk Concertgebouw in Amsterdam werkte hij daarnaast veelvuldig samen met diverse orkesten, ensembles en solisten in zeer uiteenlopend repertoire, dat zich uitstrekte van Haydn tot Donatoni.
Leo van Doeselaar was 'Professor für künstlerisches Orgelspiel' aan de Universität der Künste in Berlijn;.

## Huidige activiteiten
Hij is titulair organist van het Concertgebouw in Amsterdam en van het Van Hagerbeer orgel (1643) van de Pieterskerk in Leiden. Sinds 1 januari 2014 is hij titulair organist van de Martinikerk in Groningen.
Hij vormt een pianoduo met Wyneke Jordans.
Daarnaast werkt Leo van Doeselaar als solist en docent in geheel Europa en de Verenigde Staten, waaronder bij Oude Muziek-festivals als de Festivals van Vlaanderen, Brugge, Utrecht, York, Saintes, Berlijn, San Antonio en Moskou.
Geregeld maakt hij deel uit van ensembles van de Nederlandse Bachvereniging.
In het tv-programma Podium on Tour van 24 juli 2016 is Leo van Doeselaar te zien in de Sint Bavokerk in Haarlem als leraar van Chinese muziekstudenten op het orgel in deze kerk.

## Cd-opnamen, radio en tv
Op cd is Leo van Doeselaar met Wyneke Jordans als pianoduo op uiteenlopende labels vertegenwoordigd, met werk van onder anderen Beethoven, Schubert, Dvorak, Ravel, Stravinsky en Satie. Bovendien heeft het duo in binnen- en buitenland radio- en televisie-opnamen gemaakt, waaronder een serie van zeven opnamen en concerten voor de BBC op zowel historische als moderne vleugels, waarvan een compilatie werd uitgebracht op cd.
Ook als organist, continuospeler en pianist nam Van Doeselaar voor diverse platenmaatschappijen op en verzorgde hij o.a. de eerste integrale opname van de orgelwerken van Wilhelm Friedemann Bach en Georg Friedrich Händel. Zijn cd met orgelwerken van Heinrich Scheidemann (1596-1663), opgenomen op het Van Hagerbeerorgel in de Pieterskerk te Leiden, ontving de Preis der deutschen Schallplattenkritik in de categorie toetsinstrumenten. Zijn discografie omvat verder opnamen op historische orgels van werk van Wolfgang Amadeus Mozart, Johann Ludwig Krebs, Johann Sebastian Bach, Van Noordt, César Franck, Franz Liszt en Max Reger.
De opname van alle klavierwerken van Jan Pieterszoon Sweelinck, waaraan Van Doeselaar op het Van Hagerbeer orgel in de Pieterskerk te Leiden meewerkte, ontving in 2003 een Edison en de Prijs van de Deutsche Schallplattenkritik.
Op Decca verscheen een opname van Kammermusik no. 7 van Paul Hindemith, met het Koninklijk Concertgebouworkest o.l.v. Riccardo Chailly. Deze opname kreeg een Grammy Award.
Leo van Doeselaar is een van de organisten die opnamen maakt voor het All of Bach project van de Nederlandse Bachvereniging.

## Prijzen en onderscheidingen
- 1979: Prix d'Excellence voor Orgel
- 1980: Toonkunst Jubileum Prijs
- 1981: Zilveren Vriendenkrans van het Concertgebouw in Amsterdam
- 2003: Edison en Preis der Deutschen Schallplattenkritik voor de cd-opname van alle werken voor toetsinstrumenten van J.P. Sweelinck, waaraan hij met collega-organisten en clavecinisten meewerkte.
- 2006: zilveren medaille van de Sociéte Académique Arts-Sciences-Lettres te Parijs.
- 2007: Sweelinckprijs voor zijn verdiensten voor de Nederlandse orgelcultuur.